# Ray Barbuti
Raymond J. "Ray" Barbuti, né le 12 juin 1905 et décédé le 8 juillet 1988, était un joueur de football américain et athlète américain, vainqueur de deux médailles d'or aux Jeux olympiques d'été de 1928 sur 400 m et en relais 4 × 400 m.
Ray Barbuti est né dans le comté de Nassau dans l'État de New York et étudiait à l'université de Syracuse où il remporta, en 1928, le titre IC4A sur 400 m en 48 s 8 et marqua huit touchdowns en un seul match. La même année, il devenait également champion AAU sur 400 m en 51 s 4.
Son entraîneur ne le laissait courir ses deux distances préférées, le 200 yards et le 400 yards, que rarement dans la même compétition. Ainsi Barbuti choisit de courir que le 400 m aux Jeux olympiques d'Amsterdam. Il remporta le titre en 47 s 8 et comme relayeur dans l'équipe américaine, il remportait une seconde médaille d'or sur le 4 × 400 m en établissant un record du monde en 3 min 14 s 2.
Ray Barbuti est décédé à Canaan à l'âge de 83 ans.

## Palmarès

### Jeux olympiques
- Jeux olympiques de 1928 à Amsterdam ( Pays-Bas)
  -  Médaille d'or sur 400 m
  -  Médaille d'or au relais 4 × 400 m

## Records
- record du monde en relais 4 × 400 en 3 min 14 s 2 avec Fred Alderman, Emerson Spencer et George Baird le 5 août 1928 à Amsterdam (amélioration du record détenu par un autre relais américain composé de Cochran, Stevenson, Helffrich et MacDonald)
- record du monde en relais 4 × 400 en 3 min 13 s 4 avec Emerson Spencer, Morgan Taylor et George Baird le 11 août 1928 à Londres (amélioration du précédent record, sera battu en 1931 par le relais américain composé de Hables, Hables, Shore et Eastman)